# Zythos (geslacht)
Zythos is een geslacht van vlinders van de familie spanners (Geometridae), uit de onderfamilie Sterrhinae.

## Soorten
- Z. aphrodite Prout, 1932
- Z. avellanea Prout, 1932
- Z. cupreata Pagenstecher, 1888
- Z. erotica Prout, 1932
- Z. fastigiata Prout, 1938
- Z. molybdina Prout, 1938
- Z. obliterata Warren, 1897
- Z. strigata Warren, 1896
- Z. turbata Walker, 1862